# Chasmina celebensis
Chasmina celebensis är en fjärilsart som beskrevs av Pieter Cornelius Tobias Snellen 1880. Chasmina celebensis ingår i släktet Chasmina och familjen nattflyn. Inga underarter finns listade i Catalogue of Life.